# Robert B. Evans
Robert Beverley Evans, Sr. (19 de marzo de 1906 - 17 de agosto de 1998) fue un ejecutivo estadounidense de la industria automotriz. A su condición de destacado miembro del Partido Republicano, unió sus facetas como magnate, miembro de la alta sociedad y activo deportista. Fundó Industrias Evans, y presidió la American Motors Corporation (AMC).

## Carrera
Evans nació en Richmond (Virginia) y se graduó en la Escuela Episcopaliana de Virginia, la Universidad de Lauzon y la Universidad de Míchigan.
Como empresario, Evans se convirtió en propietario de muchas empresas con ventas anuales combinadas de 20 millones de dólares en la década de 1960, pero confió la mayoría de los asuntos comerciales a sus subordinados. En cambio, centró sus esfuerzos en pasatiempos como el golf, la caza de codornices y el diseño y las carreras de hidroaviones. Construyó un hidroavión a reacción en 1960 con el objetivo de lograr el récord mundial de velocidad en el agua que ostentaba Donald Campbell. Estaba decidido a tener éxito incluso cuando su barco, el "Miss Stars and Stripes II", se estrelló durante un intento de récord de velocidad.
Evans Products Company se convirtió en una empresa proveedora de sistemas de transporte automotriz y materiales de construcción. En 1955 se escindió en varias pequeñas empresas que dejó en manos de Robert B. Evans, Jr., vicepresidente ejecutivo e hijo del fundador. Las empresas resultantes se administraron como inversiones financieras, bajo el nombre de Evans Industries.
Evans se describió a sí mismo en una entrevista del "New York Times" como un relajado millonario de Detroit que había pasado 35 años especializándose en la reconstrucción de "empresas enfermas".

## American Motors
Los inversores recibieron la memoria anual de AMC que informaba de las pérdidas significativas de la compañía en un sobre marrón sencillo, y Donald MacDonald se puso en contacto con Evans, "un poco conocido sanador de empresas enfermas de Detroit". Durante unas pocas semanas durante enero de 1966, Evans, de sesenta años, compró 200.000 acciones comunes de AMC (con un valor de casi 2 millones de dólares), o alrededor de 18 781 538 $ en 2023). Se convirtió en el mayor accionista de la empresa, con la propiedad de aproximadamente el 1% de su capital bursátil.
Evans no tenía experiencia en la industria automotriz, pero "tenía una reputación de éxito y de hacer bien las cosas". El 7 de marzo de 1966, fue elegido miembro de la junta directiva de AMC e "inmediatamente criticó la línea de automóviles de la compañía por ser demasiado conservadora". Como las ventas de automóviles eran débiles en toda la industria durante 1966, y AMC estaba soportando grandes pérdidas, Evans fue elegido presidente de la junta por los directores de la compañía el 6 de junio de 1966, sustituyendo a Richard E. Cross que continuó como director y presidente del comité ejecutivo.
Como presidente de la junta recién nombrado de AMC, Evans prometió de inmediato "una filosofía y un enfoque diferentes" en los asuntos del fabricante de automóviles. A diferencia de la gerencia existente en ese momento en AMC, Evans criticó abiertamente el antiguo liderazgo ejercido por George Romney, "por no saber adaptarse a un mercado cambiante" y comenzó a "sacudir las cosas en Kenosha" como soluciones a los problemas del fabricante de automóviles.
A Evans se le atribuye haber cambiado la estrategia de la compañía de hacer coincidir la gama de AMC con las gamas de los Tres Grandes de Detroit (General Motors, Ford y Chrysler) casi modelo por modelo, política que había sido promovida por Roy Abernethy. American Motors luchó durante 1966, un año que se consideró "el de mayor auge automotriz de la historia" y contaba con sus modelos rediseñados de 1967; sin embargo, Evans admitió un mes antes de su presentación que "todavía estamos en un período cuestionable".
Fue Evans quien introdujo los principales cambios al elegir a Roy D. Chapin Jr. como gerente general de AMC. Evans siempre alentó al personal de diseño e ingeniería a hacer las cosas de manera diferente: probar nuevas ideas y encontrar nuevas formas de diseñar y construir automóviles. Evans incluso insinuó que el fabricante de automóviles podría intentar competir contra el Volkswagen Escarabajo en el campo de los coches pequeños y afirmó que "tenemos que darle al público coches que vayan más allá de lo que les dan los 'tres grandes'". Además de afirmar que la línea estándar de automóviles de AMC debe ser tan buena o mejor que la que ofrecen los fabricantes de automóviles más grandes, Evans enfatizó el desarrollo de "automóviles con personalidad" para atraer y entusiasmar a los segmentos del mercado, en particular a los jóvenes.
A Evans se le considera como el campeón de AMC, por ser capaz de construir versiones de producción en serie de los prototipos que formaron parte de las exhibiciones del "Proyecto IV", diseñadas para estimular el interés del público por el fabricante de automóviles. A Evans le gustaba especialmente el coche de exhibición Vignale AMX de dos asientos, que era más pequeño que el Ford Mustang y más parecido a un rival de Chevrolet Corvette, promocionando su producción todo lo que pudo. Sin embargo, en aquel momento el fabricante de automóviles experimentó una caída de las ganancias y tuvo que omitir los pagos de dividendo a sus accionistas por cuarto trimestre consecutivos.
Evans vio oportunidades para los automóviles deportivos AMC en segmentos de mercado formados por compradores cada vez más jóvenes y en rápido crecimiento, lo que le permitiría además deshacerse de su "imagen de automóvil económico". La idea original de un proyecto de automóvil deportivo de alto rendimiento y solo para dos pasajeros cobró vida con Evans en el otoño de 1966. Afirmó que AMC está procediendo "con cautela y a toda prisa". Por ejemplo, el fabricante de automóviles estaba deliberando si construir el AMX en fibra de vidrio o en acero; con la opción de metal tardando más en llegar a la cadena de fabricación, pero con un mayor volumen de producción.
El 9 de enero de 1967, una polémica reunión de la junta directiva de AMC resultó en el despido o "jubilación anticipada" de Abernethy, así como en la "dimisión" de Evans como presidente de la junta. Los dos fueron reemplazados por William V. Luneburg como presidente y Roy D. Chapin Jr. como nuevo presidente de la junta. Evans continuó como miembro de la junta.

## Jubilación
Durante mayo de 1970, Evans vendió la mitad de sus participaciones en AMC (100.000 acciones), y se desprendió de otras 44.000 en 1971, mientras continuaba siendo director y miembro del comité de finanzas de la empresa.
En 1971, Evans compró Muskegon Bank and Trust Company de Muskegon al llamado "Parsons Group".
Murió en su residencia en Grosse Pointe Shores, Míchigan. Le sobreviven sus dos hijos, Jane Evans Jones y Robert B. Evans, Jr.